# Xã Clay, Quận Lancaster, Pennsylvania
Xã Clay (tiếng Anh: Clay Township) là một xã thuộc quận Lancaster, tiểu bang Pennsylvania, Hoa Kỳ. Năm 2010, dân số của xã này là 6.308 người.